# ノヴォロシア
ノヴォロシア（ロシア語: Новоро́ссия, ウクライナ語: Новоросія）は、18世紀末にロシア帝国が征服した黒海北岸部地域を差す歴史的な地域名である。「新しいロシア」を意味する。これにはザポロージャのシーチの支配権の南部、そしてザポロージャとそれ以前にオスマン帝国とクリミア・ハン国が数世紀にわたり支配してきた黒海北岸との間のステップが含まれる。
行政上新たに統合された地域はノヴォロシースク県といい県都のノヴォロシースクとともに（現在のウクライナのドニプロペトロウシク。現在のロシアのノヴォロシースクとは異なる）ノヴォロシースク県として知られていた。19世紀に、ノヴォロシアは黒海北西岸の主要な港であるオデッサに置かれる行政府の名称となった。ノヴォロシアは19世紀の初めに、急速に都市と村、入植者のための農地を開拓していったロシア人の急速な移動のために変化していた。
この地域は、ロシア帝国陸軍とその対抗勢力との間での熾烈な争いの結果、荒廃した後に、完全に再建された。オズ・カレ、アッケルマン、ハジベイ、 キンブルンといったトルコの主要な要塞とそのほか多くは露土戦争の間に征服され、破壊された。そして新しい、都市と居住地がここに建設されていった。

## 歴史

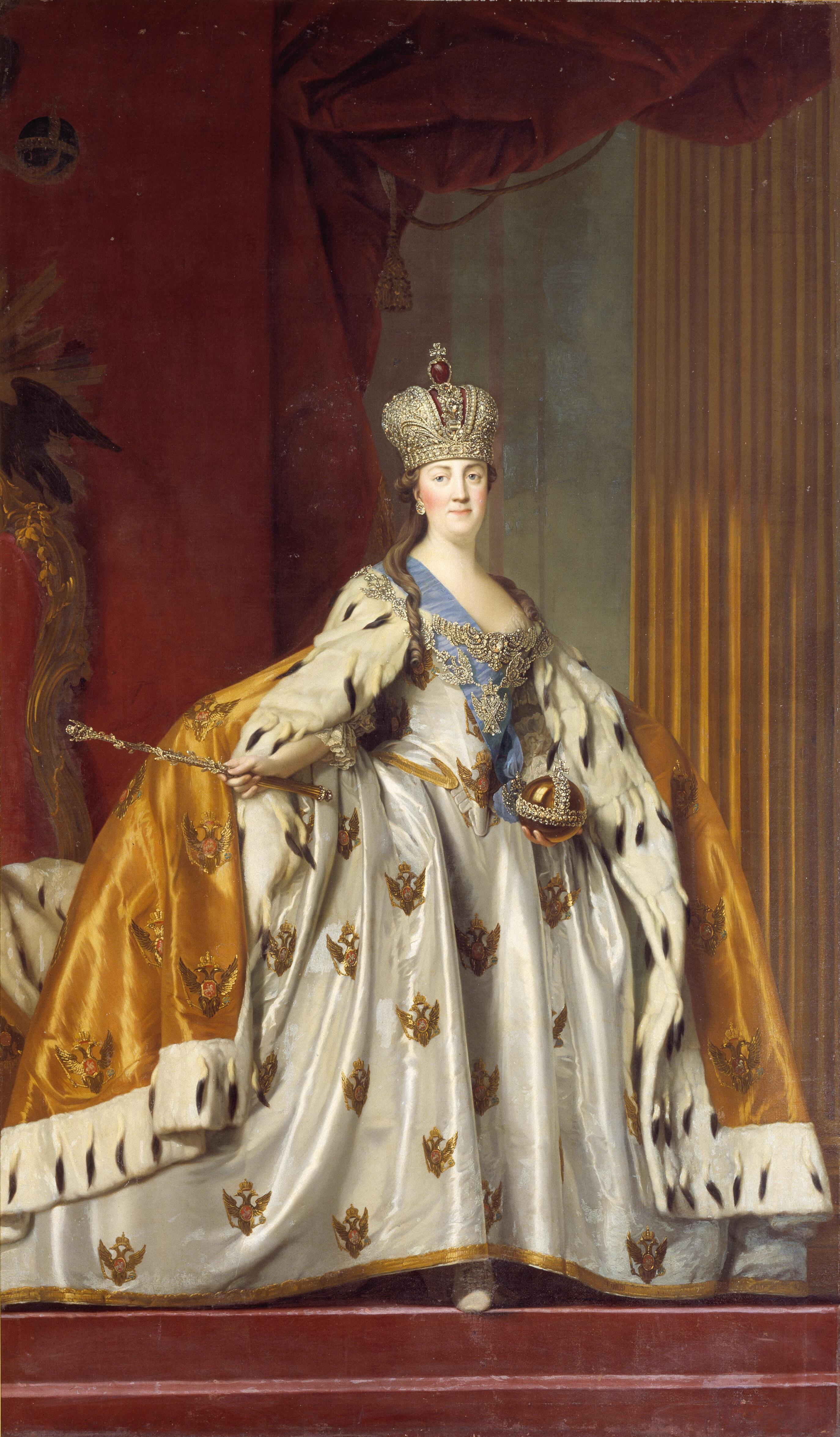
エカチェリーナ2世は南下政策を進め、オスマン帝国とたびたび戦争をした。

ノヴォロシアは、18世紀のクレメンチュークから管理されるノヴォロシースク県の設立に始まる。歴史的に、この地域は「荒野」と呼ばれており、科学的、歴史学的な情報は欠如している。そこがおおまかに現代のウクライナ南部とロシア南部の領土となった。
西部は(ドニエストル川とドニエプル川の間)はリトアニア大公国の 「荒野（Dykra）」として知られ、続いてオスマン帝国の自治地域のエディサン州としてなり、かつてジョチ・ウルスの征服の時代に移り住んだタタールの一派、ノガイ人が居住していた。
ロシア帝国はヘーチマン国家との条約と、3度にわたる露土戦争（1735年–39年, 1768年–74年、1787年–92年、1806年–12年） の結果結ばれたオスマン帝国との講和条約によって徐々に統治権を確立した。ロシアはまた、ロシア人の入植のために不要になったため、ウクライナ・コサックの軍事組織であるシーチのザポロージャのシーチによる自由国を強制的に解体した。
18世紀末の入植は、エカチェリーナ2世にこの地域の統治の絶対的な権力を与えられたグリゴリー・ポチョムキン公が主導した。 土地はロシアの貴族に分配され、農奴とされた農民（農奴にされた農民のほとんどはウクライナ出身でロシア出身は少なかった）が人家もまばらなステップの開発のために送り込まれた。エカテリーナ2世は、ヨーロッパから、ドイツ人、ポーランド人、イタリア人、ギリシャ人、セルビア人などの入植者を新たに征服した土地に招いた。のちに東部地域に住む人々はよりロシアよりの傾向になった。かつての「新しいロシア」ではロシア語は都市といくつかの外の地域での共通語であった。そのころウクライナ語は農村部や小さな都市や村落では広く使用されていた。その歴史とともに、ギリシャ人コミュニティ、ブルガリア人コミュニティ、アルメニア人コミュニティ、タタール人コミュニティとその他多くのコミュニティを含む民族構成が形成された。1922年、この地域はボリシェヴィキによってウクライナ・ソビエト社会主義共和国の一部となった。今日では、この言葉はウクライナのドネツィク州、ルハーンシク州、 ドニプロペトロウシク州、ザポリージャ州、ムィコラーイウ州、ヘルソン州、オデッサ州とクリミア自治共和国、セヴァストポリ、及びロシアのクラスノダール地方、ロストフ州とアディゲ共和国を包含する。
2006年のウクライナ議会選挙では、しばしばロシア語保護を訴える地域党が南部ウクライナで多数を獲得した。同地はノヴォロシアがかつて存在した土地である。
2014年にウクライナでの騒乱を契機にクリミア自治共和国が独立を宣言した上にロシアへの編入の是非を問う住民投票を同年3月16日に実施し、ロシア編入が圧倒的多数で決定すると、ロシアはこれを承認した。このころからロシアではマスメディアを中心にクリミア半島に接続するウクライナ南部の黒海北岸を地域「ノヴォロシア」と呼び始めた。ドンバス地域では親ロシア派の分離・独立運動によってノヴォロシア人民共和国連邦が結成され、親欧米のウクライナ中央政府と紛争になった（東部ウクライナ紛争）。

## 建設された都市
植民時代の都市の多くは今日大都市になっている。

### 第1波
- エリサヴェトフラード(キロヴォフラード)（1754年）
- アレクサンドロフスク (ザポリージャ)（1770年）
- エカテリノスラーフ(ドニプロペトロウシク)（1776年）
- ヘルソン（1778年）
- マリウポリ（1778年）
- セヴァストポリ（1783年）
- シンフェロポリ（1784年）
- メリトポリ（1784年）
- パウロフラード（1784年）

### 第2波
- ニコラエフ(ムィコラーイウ)（1789年）
- ティラスポリ（1792年）
- オデッサ（1794年）
- エカテリノダール(クラスノダール)（1794年）

### 第3波
- ベルジャーンシク（1827年）
- ノヴォロシースク（1838年）